# Château de Pompadour
Le château de Pompadour est un château français implanté sur la commune d'Arnac-Pompadour dans le département de la Corrèze, en région Nouvelle-Aquitaine. Ses parties les plus anciennes remontent au XIe siècle.
Il fait l'objet d'une protection au titre des monuments historiques depuis 1926.

## Historique

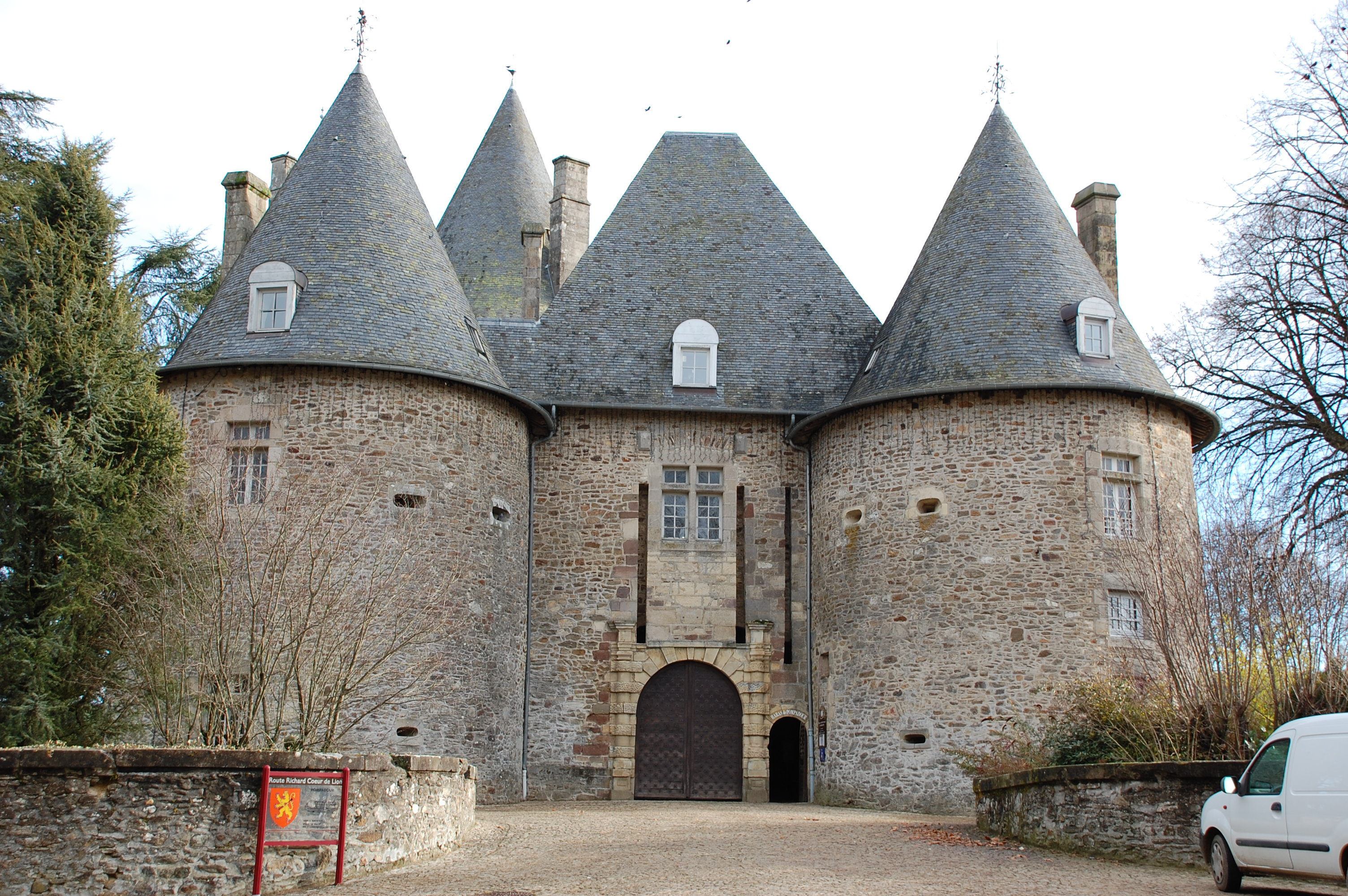
L'entrée principale

Du castrum de Guy de Lastours, construit vers 1000, sur un axe stratégique entre Brive et Limoges, il ne subsiste rien. Convoité par les seigneurs locaux, l'ancienne forteresse a résisté aux attaques dès 1026, mais totalement détruit durant les troubles qui ont suivi la mort du Roi Richard Cœur de Lion au château de Châlus-Chabrol en 1199. Il est reconstruit au XVe siècle par Geoffroy Helie de Pompadour,,. 
La seigneurie de Pompadour est érigée en marquisat en 1614. Le château est remanié  au XVIIIe siècle, lorsque le roi Louis XV l'a offert à sa maîtresse, la célèbre marquise de Pompadour (1721-1764), en juillet 1745. Celle-ci n'y résida pas, mais y favorisa l'élevage de chevaux et créa le Haras de Pompadour en 1760. Le château sert alors d'habitation pour le personnel (inspecteurs…),.
Le marquisat est racheté en 1761 par le duc de Choiseul, avant la création, en 1763, de la jumenterie par le contrôleur général des finances Bertin. En 1785, l'orangerie est détruite et on construit la grande écurie de 24 places. En 1768, le domaine devient domaine royal et comprend alors 73 chevaux. 
Le château n'est plus entretenu et seule la partie du midi reste habitable en 1790. Après 1793, largement abattu, il ne reste plus que la partie du midi et le châtelet.

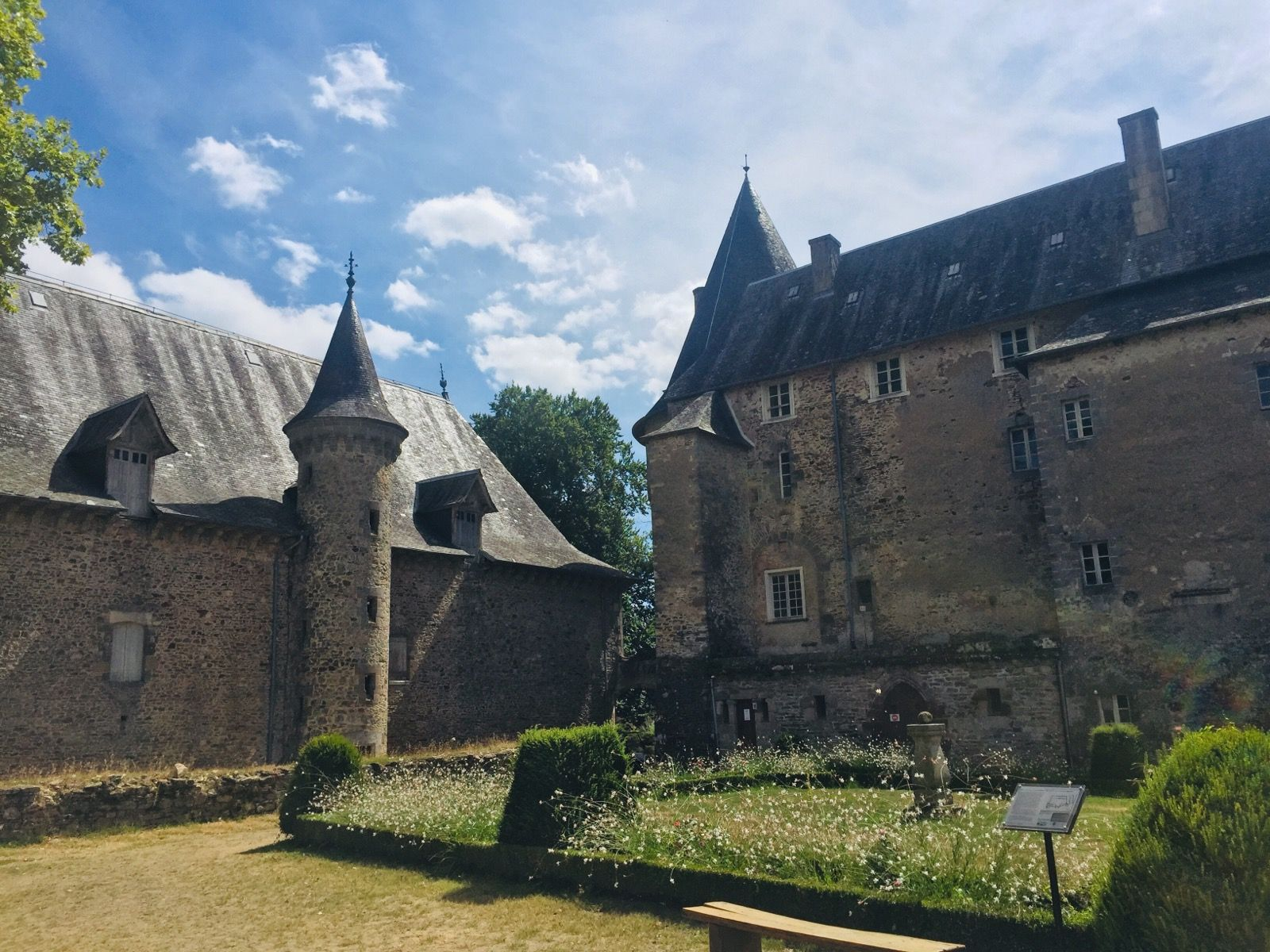
Jardin du Château de Pompadour.

Sous le Consulat, le haras est cédé à l'État et devient haras national. En 1837, on construit une écurie pour 26 chevaux, appelée « écurie d'entraînement ». Le château accueillit également la direction des Haras nationaux de 1870 à 2004. Le château subit un incendie du XIXe siècle.